# Oxalis articulata

Oxalis articulata é uma espécie de planta com flor pertencente à família Oxalidaceae. 
A autoridade científica da espécie é Savigny, tendo sido publicada em Encyclopédie Méthodique, Botanique 4(2): 686–687. 1797.

## Portugal
Trata-se de uma espécie presente no território português, nomeadamente em Portugal Continental e no Arquipélago dos Açores.
Em termos de naturalidade é introduzida nas duas regiões atrás indicadas.

## Protecção
Não se encontra protegida por legislação portuguesa ou da Comunidade Europeia.